# ヴィルヘルム5世 (ヘッセン＝カッセル方伯)
ヴィルヘルム5世（Wilhelm V., 1602年2月14日 - 1637年9月21日）は、ヘッセン＝カッセル方伯（在位：1627年 - 1637年）。「不変伯（ドイツ語：der Beständige）」と呼ばれる。モーリッツ（学者伯）とその最初の妃であったアグネス（1578年 - 1602年）の息子。カッセルで生まれた。

## 生涯
1604年にヘッセン＝マールブルク方伯ルートヴィヒ4世は死去し、ルター派から改宗しないことを条件に領土をヘッセン＝カッセルとヘッセン＝ダルムシュタットで分割するように遺言した。しかし、父モーリッツはヘッセン＝マールブルク全域を併合したうえヘッセン＝マールブルクをルター派からカルヴァン派へ改宗させたため紛争となり、結果として1627年にモーリッツはヴィルヘルム5世に譲位させられ、ヘッセン＝マールブルクの一部を割譲した。
三十年戦争でヴィルヘルム5世はプロテスタントのスウェーデンと同盟を結び、神聖ローマ皇帝フェルディナント2世とのプラハ条約の署名にも拒否した。結果、カトリック軍に敗れて亡命、1637年9月21日に亡命先のレーアで死去した。妃のアマーリエ・エリーザベト（1602年 - 1651年、ハーナウ＝ミュンツェンベルク伯フィリップ・ルートヴィヒ2世の娘）との間に生まれていた長男ヴィルヘルム6世が後を嗣ぎ、アマーリエ・エリーザベトが摂政となった。

## 子女
妻との間に12人の子女をもうけたが、成人したのは4人だけである。
- アグネス（1620年 - 1621年）
- モーリッツ（1621年）
- エリーザベト（1623年 - 1624年）
- ヴィルヘルム（1625年 - 1626年）
- エミーリエ（1626年 - 1693年） - トゥアール公アンリ・シャルルと結婚
- シャルロッテ（1627年 - 1686年） - プファルツ選帝侯カール1世ルートヴィヒと結婚
- ヴィルヘルム6世（1629年 - 1663年） - ヘッセン＝カッセル方伯
- フィリップ（1630年 - 1638年）
- アドルフ（1631年 - 1632年）
- カール（1633年 - 1635年）
- エリーザベト（1634年 - 1688年） - ヘルフォルト女子修道院長
- ルイーゼ（1636年 - 1638年）